# ウケク
座標: 北緯51度25分15秒 東経45度57分45秒 / 北緯51.42083度 東経45.96250度ウケクまたはウヴェク (タタール語: Ükäk, ロシア語: Увек) は、ジョチ・ウルスの時代にヴォルガ川河畔に存在した都市。ジョチ・ウルスの首都サライとかつてのヴォルガ・ブルガールの首都ブルガールの中間にあり、1240年代に成立したと考えられており、14世紀前半には重要な交易拠点となった。 
14世紀にウケクを訪れたイブン・バットゥータは、「中規模の街で、立派な建物と豊富な商品にあふれ、そして極めて寒い。」と描写している。
ウケクの名は、中世の年代記にたびたび登場する。また1367年のピッツィガーノ兄弟や1459年のフラ・マウロによる地図にも記録されている。しかし1395年にティムールによって破壊され、廃墟となった。1558年にロシア・ツァーリ国を訪れたイングランド人アンソニー・ジェンキンソンは、ウケクが廃墟になっていたことを記録している。現在ではサラトフの10キロメートル下流に遺跡があり、その近くには今もウヴェク村(Увек)が存在している。
2014年、考古学者たちとサラトフ博物館がウケクの発掘調査を行った。その結果、2棟のキリスト教の寺院とみられる建物や、ローマやエジプト、イラン、中国からもたらされたとみられる物産が見つかり、かつての街の繁栄ぶりがうかがえる。

## 関連書籍
- Christian Martin Joachim Frähn: Über die ehemalige mongolische Stadt Ukek im Süden von Saratow und einen dort unlängst gemachten Fund, Sankt Petersburg, Buchdruckerei der Kaiserlichen Akademie, 1835
- Leonard F. Nedashkovsky: Ukek : the Golden Horde city and its periphery, Oxford, 2004 ISBN 1-8417-1587-5 Germany tried to reach Ukek in 1942.  The Whites fought the Reds in Ukek in 1919-1920.